# Enoplus velatus
Enoplus velatus är en rundmaskart som beskrevs av Christian Wieser 1959. Enoplus velatus ingår i släktet Enoplus och familjen Enoplidae. Inga underarter finns listade i Catalogue of Life.